# Royaume-Uni au Concours Eurovision de la chanson 1962
Le Royaume-Uni a participé pour la cinquième fois au Concours Eurovision de la chanson, en 1962 à Luxembourg, dans le Grand-Duché de Luxembourg. 
La chanson Ring-A-Ding Girl chantée par Ronnie Carroll a été sélectionnée lors d'une finale nationale, dans l’émission A Song for Europe organisée par la BBC.

## Sélection

### A Song for Europe 1962
Le radiodiffuseur britannique BBC, organise l'édition 1962 de la finale nationale A Song for Europe (« Une chanson pour l'Europe ») afin de sélectionner l'artiste et la chanson représentant le Royaume-Uni au Concours Eurovision de la chanson 1962.
La finale nationale, présentée par David Jacobs (en), a eu lieu le 11 février 1962 aux studios de la BBC à Londres. 
12 chansons ont participé à cette finale nationales. Elles sont toutes interprétées en anglais, langue nationale du Royaume-Uni.
Lors de cette sélection, c'est la chanson Ring-A-Ding Girl interprétée par Ronnie Carroll qui fut choisie.

#### Finale
- Diffusé sur BBC Television le 11 février 1962

| Artiste                                           | Chanson                                | Place | Points |
| ------------------------------------------------- | -------------------------------------- | ----- | ------ |
| Robb Storme                                       | Pretty Hair and Angel Eyes             | 5     | 12     |
| The Brook Brothers                                | Tell Tale                              | 8     | 7      |
| Jackie Lee                                        | There's No One In the Whole Wide World | 9     | 3      |
| Johnny Angel                                      | Look, Look, Little Angel               | =6    | 11     |
| Karl Denver                                       | Never Goodbye                          | 4     | 15     |
| Doug Sheldon                                      | My Kingdom for a Girl                  | =10   | 2      |
| Ronnie Carroll                                    | Ring-A-Ding Girl                       | 1     | 59     |
| Brad Newman                                       | Get a Move On                          | 12    | 1      |
| Rikki Price                                       | You're for Real                        | =10   | 2      |
| Frank Ifield                                      | Alone Too Long                         | 2     | 26     |
| Donna Douglas                                     | The Message in a Bottle                | 3     | 19     |
| Kenny Lynch                                       | There's Never Been a Girl              | =6    | 11     |
| Le tableau suit l'ordre de passage des candidats. |                                        |       |        |

## À l'Eurovision
Le Royaume-Uni était le 13e pays lors de la soirée du concours, après la Yougoslavie et avant le Luxembourg. À l'issue du vote, le Royaume-Uni a reçu 10 points, se classant 4e sur 16 pays. Il faudrait attendre jusqu'en 1978 pour que le Royaume-Uni ne termine pas dans la première moitié du tableau.

### Points attribués par le Royaume-Uni
Chaque jury d'un pays attribue 3, 2 et 1 vote à ses 3 chansons préférées.
| 3 points | Finlande  |
| 2 points | Allemagne |
| 1 point  | France    |

### Points attribués au Royaume-Uni
| 10 points | 9 points | 8 points   | 7 points                          | 6 points  |
| --------- | -------- | ---------- | --------------------------------- | --------- |
|           |          |            |                                   |           |
| 5 points  | 4 points | 3 points   | 2 points                          | 1 point   |
|           |          | - Finlande | - Danemark - Suisse - Yougoslavie | - Espagne |